# Fagozom
Fagozomul este o vacuolă a citoplasmei ce conține particule străine de celulă (cum ar fi detritusuri celulare, virusuri sau bacterii). Respectiva vacuolă privine prin procesul de endocitoză. Ulterior acesteia și fuziunii cu un lizozom primar, fagozomul este supus proceselor de hidroliză și digestie celulară.